# La Grottaccia
La Grottaccia è un rilievo dell'isola d'Elba, che raggiunge l'altitudine di 647 metri sul livello del mare.
Il sito è a breve distanza dalle Mure e ospita un vasto quartiere pastorale (Caprile della Grottaccia) utilizzato dal pastore sanpierese Umbertino Martorella alla metà del XX secolo e successivamente dal pastore santilariese Guido Martorella. A seguito di un crollo dovuto allo scontro tra due capri, la volta della capanna fu ricostruita dal pastore Antonietto Batignani. Si trova tra i Campitini e Le Mure. Il toponimo ha origine da un riparo (grottaccia) situato tra le rupi e frequentato dall'Età del Bronzo. La vegetazione comprende Genista desoleana, Pteridium aquilinum e piccoli arbusti di Quercus ilex.